# EF-040
A EF-040 é uma ferrovia radial brasileira que interliga Pirapora, Corinto, Sete Lagoas, Belo Horizonte, Juiz de Fora, Barra do Piraí e Rio de Janeiro. 
Seu traçado é formado pela Linha do Centro (Estrada de Ferro Central do Brasil), entre o Rio de Janeiro e Corinto (MG), e pelo Ramal de Pirapora (Estrada de Ferro Central do Brasil) até Pirapora (MG), onde termina as margens do Rio São Francisco.
Seu projeto original contempla uma extensão de Pirapora (MG) até Brasília (DF), completando o trajeto Rio-Brasília, porém este trecho nunca foi construído.